# Гамильтон, Клод, 1-й лорд Пейсли
 Клод Гамильтон, 1-й лорд Пейсли  (англ. Claud Hamilton, 1st Lord Paisley; 1546 — 3 мая 1621) — шотландский дворянин и политик. Предок графов, маркизов и герцогов Аберкорн, а также виконтов Бойн.

## Рождение и происхождение
Клод родился в 1546 году (крещен 9 июня), вероятно, в Пейсли, Шотландия. Он был младшим сыном Джеймса Гамильтона, 2-го графа Аррана (1516—1575) и его жены Маргарет Дуглас (ок. 1510—1579). Его отец происходил из рода Гамильтонов, будучи 2-м графом Арраном в Шотландии и 1-м герцогом Шательро во Франции. Мать Клода была дочерью Джеймса Дугласа, 3-го графа Мортона (? — 1548). Оба родителя были шотландцами. Они поженились в сентябре 1532 года.

## Коммендатор Пейсли
Его дядя Джон Гамильтон (1512—1571), незаконнорожденный сын его деда, Джеймса Гамильтона, 1-го графа Аррана, был коммендатором-аббатом аббатства Пейсли примерно в то время, когда он родился. В 1553 году Джон Гамильтон сменил Дэвида Битона на посту архиепископа Сент-Эндрюсского и согласился передать должность коммендатора своему племяннику Клоду Гамильтону, которому в то время было около семи лет.

## Шотландская политика
В марте 1560 года, когда Гамильтону было 14 лет, он был отправлен в Англию по Берикскому договору в качестве военнопленного.
2 мая 1568 года он помог Марии Стюарт, королеве Шотландии, бежать из замка Лохливен, а затем 13 мая 1568 года сражался за неё при разгроме в битве при Лангсайде. Поскольку его поместья были конфискованы из-за осуждения, Клод Гамильтон был причастен к убийству регента Джеймса Стюарта, 1-го графа Морея, в 1570 году, а также к убийству регента Мэтью Стюарта, 4-го графа Леннокса, в следующем 1571 году. Но в 1573 году он вернул свои поместья.

## Брак и дети

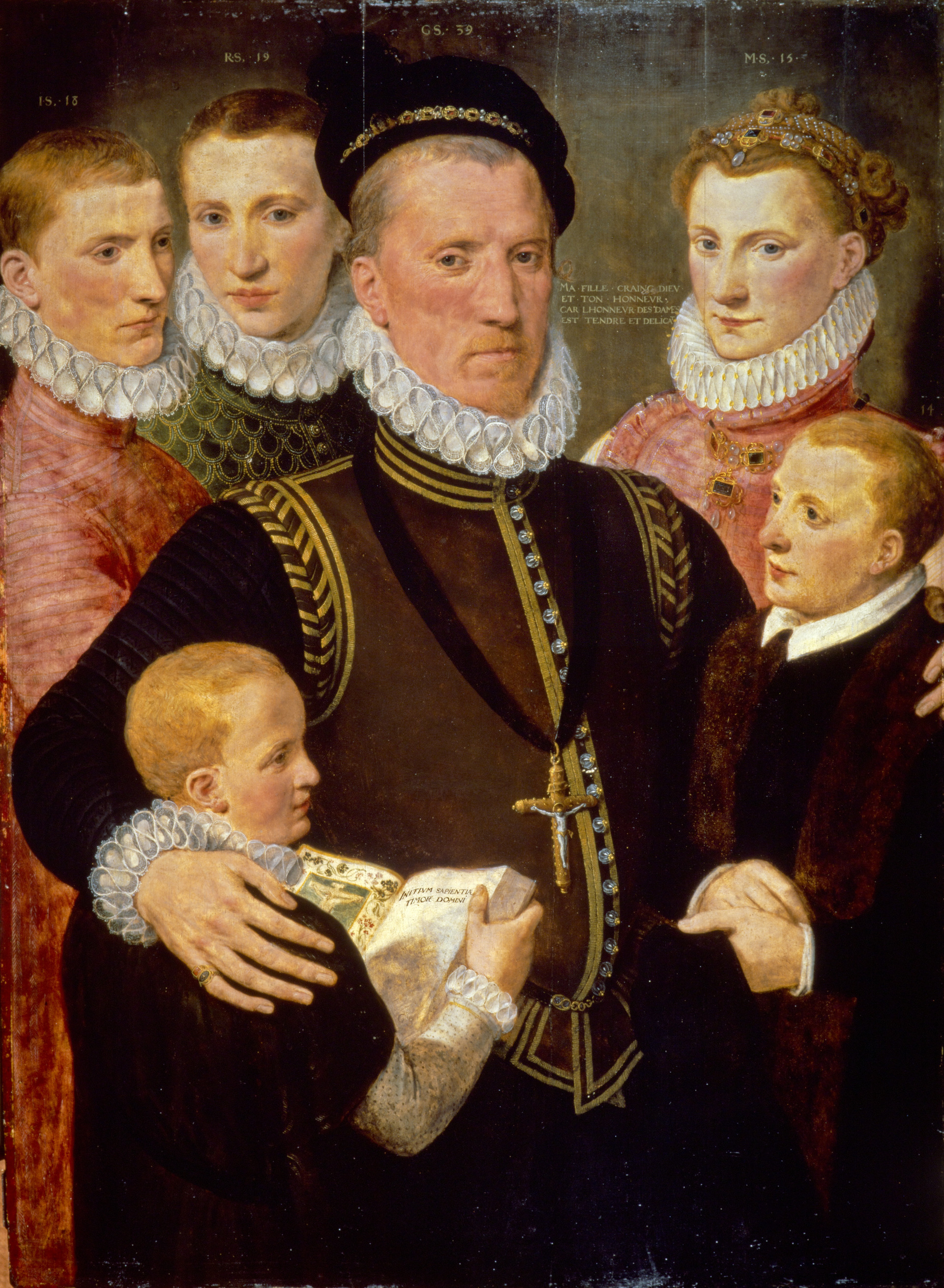
Джордж Сетон, 7-й лорд Сетон, и его дети в 1572 году, включая Маргарет, леди Пейсли, Роберта, графа Уинтона, сэра Джона Сетона из Барнса и Александра, графа Данфермлина.

1 августа 1574 года в замке Ниддри Клод Гамильтон женился на Маргарет Сетон (1551/1558 — до 10 февраля 1616), дочери Джорджа Сетона, 7-го лорда Сетона (1531—1586), и его жены Изабеллы Гамильтон (1529—1604). Среди её братьев и сестер были Роберт Сетон, 1-й граф Уинтон; сэр Джон Сетон из Барнса, помощника графа Лестера в 1575 году, конюший короля Шотландии Якова VI; Александр Сетон, 1-й граф Данфермлин, лорд Уркарт и Файви, приор аббатства Пласкарден; и сэр Уильям Сетон, который женился на Джанет Данбар.
У Клода и Маргарет было много детей, в том числе:
- Джеймс Гамильтон (12 августа 1575 — 23 марта 1618), 1-й граф Аберкорн с 1603 года[10]
- Джон Гамильтон (после 1576 — до 1604), женатый на Иоганне Эверард, дочери Левима Эверарда[11]
- Клод Гамильтон (1576/1588 — 19 октября 1614) из Шоуфилда был назначен в Тайный совет Ирландии[12][13]. Его дочь которого Маргарет вышла замуж за сэра Джона Стюарта из Метвена (? — 1628)[14]
- Джордж Гамильтон (после 1577 — до 1657 года) из Гринлоу и Роскри, дважды женат и проживал в Дерривуне[15][16][17]
- Фредерик Гамильтон (ок. 1590—1647), построил Манорхамильтон и служил Швеции в Тридцатилетней войне[18]
- Маргарет Гамильтон (1585 — 11 сентября 1623), замужем за Уильямом Дугласом, 1-м маркизом Дугласом[19].

## Поздние годы
В 1562 году его старший брат Джеймс Гамильтон, 3-й граф Арран был объявлен сумасшедшим. Его отец умер в Гамильтоне 22 января 1575 года. Его старший брат Джеймс унаследовал титул и поместье, но из-за его безумия Джон Гамильтон, второй брат, занялся управлением графством Арран вместо Джеймса.
Затем в 1579 году Тайный совет Шотландии решил арестовать Клода и его брата, лорда Джона Гамильтона (ок. 1535—1604) (впоследствии 1-го маркиза Гамильтона), чтобы наказать их за прошлые проступки. Они были осаждены в Гамильтоне. Братья бежали в Англию, где королева Елизавета Тюдор использовала их в качестве пешек в дипломатической игре, а позже Клод некоторое время жил во Франции.
В апреле 1583 года Клод Гамильтон находился в изгнании в Англии, в замке Уиддрингтон в Нортумберленде. Он написал королеве Елизавете и Фрэнсису Уолсингему с просьбой помочь ему оплатить расходы, связанные с проживанием в отрезвтеле, так как его должна была навестить жена.
Вернувшись в Шотландию в 1586 году и снова включившись в политику, Клод Гамильтон пытался примирить короля Якова VI Шотландского с его матерью Марией Стюарт. Он поддерживал связь с королем Испании Филиппом II в интересах Марии и римско-католической религии, но ни неудача заговора Бабингтона, ни даже поражение испанской армады не положили конец этим интригам.
В 1587 году парламент Шотландии признал его титул в качестве лорда Пейсли, когда аббатство было получило статус баронства. Таким образом, семья Гамильтонов получила второе место в парламенте, первое место занял его старший брат Джон для своего старшего брата Джеймса во время его безумия. Место в шотландском парламенте было занято после его смерти его внуком Джеймсом, 2-м графом Аберкорном, и лорд Пейсли стал дочерним титулом графов, позже маркизов и герцогов Аберкорн, который занимал наследник престола.

## Болезни и смерть
В 1589 году некоторые из его писем были изъяты, лорд Пейсли, как и ранее, перенес короткое тюремное заключение, после чего практически исчез из общественной жизни. В последние годы жизни он страдал психическим заболеванием. В ноябре 1590 года он разрыдался после прочтения Библии, и считалось, что он уже не оправится «из-за немощи, преследующей и падающей на многих потомков этого дома». Его старший брат Джеймс Гамильтон, 3-й граф Арран, с 1562 года страдал психическим заболеванием. В 1598 году Клод связался с Джеймсом Гамильтоном, своим старшем сыном, давая блогословение на действие от его имени в отношении всех дел, касающихся города. Его жена Маргарет умерла в марте 1616 года. Его старший сын Джеймс Гамильтон, 1-й граф Аберкорн, умер в 1618 году. Клод умер в 1621 году и был похоронен в аббатстве Пейсли. Его собственность наследовал его внук, Джеймс Гамильтон, 2-й граф Аберкорн.